# 钟发宗
钟发宗（1910年—1995年），中国人民解放军将领、中国人民解放军开国少将。
曾任第20步兵学校政委，第6步兵学校政委。南京步兵学校政治委员，安徽省军区政治部主任，浙江省军区政治部主任。1955年，授予中国人民解放军少将。